# Brazilië op de Olympische Zomerspelen 1976
Brazilië nam deel aan de Olympische Zomerspelen 1976 in Montréal, Canada. Net als bij de vorige editie werden twee bronzen medailles gewonnen.

## Medaillewinnaars
| Sport    | Olympiër                     | Discipline             | Medailles |
| -------- | ---------------------------- | ---------------------- | --------- |
| Atletiek | João Carlos de Oliveira      | hink-stap-springen (m) | Brons     |
| Zeilen   | Reinaldo Conrad Peter Ficker | flying dutchman        | Brons     |

## Deelnemers en resultaten

### Atletiek
| Olympiër                  | Discipline             | Resultaat | Prestatie                                                                                       |
| ------------------------- | ---------------------- | --------- | ----------------------------------------------------------------------------------------------- |
| Ruy da Silva              | 100m (m)               | 15e       | serie 3: 4e in 10,61 kwartfinale 3: 4e in 10,57 halve finale 1: 7e in 10,54                     |
| Ruy da Silva              | 200m (m)               | 15e       | serie 7: 2e in 20,99 kwartfinale 1: 3e in 20,76 halve finale 2: 3e in 21,01 finale: 5e in 20,84 |
| Delmo da Silva            | 400m (m)               | 15e       | serie 3: 2e in 47,21 kwartfinale 4: 4e in 46,48 halve finale 1: 8e in 46,59                     |
| José Andrade da Silva     | 5000m (m)              | DNS       | serie 3: niet gestart                                                                           |
| João Carlos de Oliveira   | verspringen (m)        | 5e        | kwalificatie groep A: 6e met 7,87m finale: 5e met 8,00m                                         |
| João Carlos de Oliveira   | hink-stap-springen (m) | Brons     | kwalificatie groep A: 1e met 16,81m finale: 3e met 16,90m                                       |
| Nélson Prudêncio          | hink-stap-springen (m) | 14e       | kwalificatie groep A: 10e met 16,22m                                                            |
|                           |                        |           |                                                                                                 |
| Esmeralda de Jesus Garcia | 100m (v)               | 28e       | serie 2: 4e in 11,80 kwartfinale 1: 7e in 11,77                                                 |
| Silvina Pereira da Silva  | 200m (v)               | 30e       | serie 3: 6e in 24,00                                                                            |
| Silvina Pereira da Silva  | verspringen (v)        | 16e       | kwalificatie groep B: 6e met 16,13m                                                             |

### Boksen
| Olympiër           | Discipline  | Resultaat | Prestatie                                                                                |
| ------------------ | ----------- | --------- | ---------------------------------------------------------------------------------------- |
| Antonio Filho      | -51kg (m)   | 17e       | 1e ronde: vrij 2e ronde: V van POL Błażyński: knock-out                                  |
| Raimundo Alves     | -57kg (m)   | 17e       | 1e ronde: vrij 2e ronde: V van MEX Paredes: 0-5                                          |
| Francisco de Jesus | -63,5kg (m) | 9e        | 1e ronde: W van ETH Gabre: walk-over 2e ronde: vrij 3e ronde: V van GDR Beyer: 0-5       |
| Fernando Martins   | -75kg (m)   | 5e        | 1e ronde: vrij 2e ronde: W van LIB Elsadek: walk-over kwartfinale: V van ROU Năstac: 2-3 |

### Gewichtheffen
| Olympiër      | Discipline | Resultaat | Prestatie                                                     |
| ------------- | ---------- | --------- | ------------------------------------------------------------- |
| Paolo De Sene | -56kg (m)  | 16e       | trekken: 17e met 92,5kg stoten: 15e met 122,5kg totaal: 215kg |

### Judo
| Olympiër                   | Discipline | Resultaat | Prestatie                                                                       |
| -------------------------- | ---------- | --------- | ------------------------------------------------------------------------------- |
| Roberto Zuasnabar Machusso | -70kg (m)  | 13e       | 1e ronde: W van ISR Melnik 2e ronde: V van KOR Chang-sun                        |
| Carlos Motta               | -80kg (m)  | 13e       | 1e ronde: W van SEN Doye 2e ronde: V van GBR Jacks                              |
| Carlos Pacheco             | -93kg (m)  | 9e        | 1e ronde: W van ITA Vecchi 2e ronde: W van CUB Ibanez 3e ronde: V van FRA Rougé |

### Roeien
| Olympiër                                           | Discipline      | Resultaat | Prestatie                                                                    |
| -------------------------------------------------- | --------------- | --------- | ---------------------------------------------------------------------------- |
| Gilberto Gerhardt Sérgio Sztancsa                  | dubbel-twee (m) | 13e       | serie 1: 5e in 7.02,18 herkansingen: 4e in 6.48,95                           |
| Raul Bagattini Guilherm de O. Campos               | twee-zonder (m) | 15e       | serie 3: 5e in 8.00,64 herkansingen: 6e in 7.22,32                           |
| Wandir Kuntze Atalibio Magioni Nilton Silva Alonco | twee-met (m)    | 10e       | serie 2: 2e in 7.39,20 halve finale 1: 5e in 7.21,81 finale B: 4e in 8.14,44 |

### Schermen
| Olympiër       | Discipline | Resultaat | Prestatie                        |
| -------------- | ---------- | --------- | -------------------------------- |
| Arthur Ribeiro | degen (m)  | 21e       | voorronde: 21e met 424,68 punten |

### Schietsport
| Olympiër             | Discipline          | Resultaat | Prestatie                             |
| -------------------- | ------------------- | --------- | ------------------------------------- |
| Waldemar Capucci     | 50m geweer liggend  | 60e       | 582 punten: (99-99-99-98-98-99)       |
| Durval Guimarães     | 50m geweer liggend  | 9e        | 592 punten: (96-96-98-97-97-98)       |
| Bertino de Souza     | 50m pistool         | 9e        | 556 punten: (95-91-94-92-91-93)       |
| Paulo Lamego         | 50m pistool         | 29e       | 544 punten: (93-93-87-89-94-88)       |
| Delival Nobre        | 25m snelvuurpistool | 41e       | 563 punten: (284-279)                 |
| Romeu Luchiari Filho | skeet               | 30e       | 189 punten: (22-24-23-24-24-23-24-25) |
| Athos Pisoni         | skeet               | 22e       | 191 punten: (22-25-23-25-25-22-24-25) |
| Marcos José Olsen    | trap                | 11e       | 181 punten: (24-21-24-23-22-22-22-23) |

### Schoonspringen
| Olympiër       | Discipline    | Resultaat | Prestatie            |
| -------------- | ------------- | --------- | -------------------- |
| Milton Machado | 10m toren (m) | 38e       | 1e ronde groep E: 3e |

### Voetbal
| Olympiër | Discipline | Resultaat | Prestatie |
| --- | ---------- | --------- | --- |
| Carlos Rosemiro Tecão Edinho Júnior Alberto Marinho Batista Eudes Erivelto Santos Mauro Julinho Chico Fraga Jarbas Edval Zé Carlos | mannen     | 4e        | groep A: 2e G tegen DDR: 0-0 W van Spanje: 2-1 kwartfinale: V van Israël: 4-1 halve finale: V van Polen: 0-2 bronzen finale: V van Sovjet-Unie: 0-2 |

| Groep A |          |             |             |             |             |            |            |            |        |
| #       | Land     | Wedstrijden | Wedstrijden | Wedstrijden | Wedstrijden | Doelpunten | Doelpunten | Doelpunten | Punten |
| #       | Land     | G           | W           | G           | V           | V          | T          | Saldo      | Punten |
| 1       | Brazilië | 2           | 1           | 1           | 0           | 2          | 1          | +1         | 3      |
| 2       | DDR      | 2           | 1           | 1           | 0           | 1          | 0          | +1         | 3      |
| 3       | Spanje   | 2           | 0           | 0           | 2           | 1          | 3          | -2         | 0      |

| Ronde          | Datum    | Plaats      | Land | Score    | Land |
| -------------- | -------- | ----------- | ---- | -------- | ---- |
| Groepsfase     |          |             |      |          |      |
| 18 juli        | Toronto  | Brazilië    | 0-0  | DDR      |      |
| 20 juli        | Montréal | Brazilië    | 2-1  | Spanje   |      |
| Kwartfinale    |          |             |      |          |      |
| 25 juli        | Toronto  | Brazilië    | 4-1  | Israël   |      |
| Halve finale   |          |             |      |          |      |
| 27 juli        | Toronto  | Polen       | 2-0  | Brazilië |      |
| Bronzen finale |          |             |      |          |      |
| 29 juli        | Montréal | Sovjet-Unie | 2-0  | Brazilië |      |

### Volleybal
| Olympiër | Discipline | Resultaat | Prestatie |
| --- | ---------- | --------- | --- |
| Bebeto de Freitas Sergio Danilas Alexandre Abeid Eloi Lacerda Antonio Carlos Moreno Bernard Rajzman Willian Carvalho da Silva Celso Kalache Suiço Rosat Fernando Roscio Paulo Peterle José Roberto Guimarães | mannen     | 7e        | groep B: 3e V van Sovjet-Unie: 0-3 (6-15, 3-15, 6-15) V van Japan: 0-3 (13-15, 8-15, 9-15) W van Italië: 3-2 (15-8, 11-15, 12-15, 15-6, 15-8) 5-8e plek: V van Zuid-Korea: 2-3 (12-15, 15-12, 15-7, 6-15, 5-15) 7-8e plek: W van Italië: 3-0 (15-8, 15-6, 15-8) |

| Groep B |             |             |             |             |             |             |             |        |        |        |        |
| #       | Land        | Wedstrijden | Wedstrijden | Wedstrijden | Wedstrijden | Wedstrijden | Wedstrijden | Punten | Punten | Punten | Punten |
| #       | Land        | G           | W           | V           | SW          | SV          | SR          | SPW    | SPL    | Saldo  | Punten |
| 1       | Sovjet-Unie | 3           | 3           | 0           | 9           | 0           | +9          | 135    | 63     | +72    | 6      |
| 2       | Japan       | 3           | 2           | 1           | 6           | 3           | +3          | 118    | 89     | +29    | 5      |
| 3       | Brazilië    | 3           | 1           | 2           | 3           | 8           | -5          | 118    | 142    | -24    | 4      |
| 4       | Italië      | 3           | 0           | 3           | 2           | 9           | -7          | 81     | 158    | -77    | 3      |

| Ronde      | Datum    | Plaats      | Land | Score    | Land |
| ---------- | -------- | ----------- | ---- | -------- | ---- |
| Groepsfase |          |             |      |          |      |
| 20 juli    | Montréal | Sovjet-Unie | 3-0  | Brazilië |      |
| 22 juli    | Montréal | Japan       | 3-0  | Brazilië |      |
| 24 juli    | Montréal | Brazilië    | 3-2  | Italië   |      |
| 5-8e plek  |          |             |      |          |      |
| 26 juli    | Montréal | Zuid-Korea  | 3-2  | Brazilië |      |
| 7-8e plek  |          |             |      |          |      |
| 27 juli    | Montréal | Italië      | 0-3  | Brazilië |      |

### Zeilen
| Olympiër                                       | Discipline      | Resultaat | Prestatie                       |
| ---------------------------------------------- | --------------- | --------- | ------------------------------- |
| Claudio Biekarck                               | finn            | 4e        | 54,7 punten: (6-7-5-19-2-1-11)  |
| Marco A. Paradeda Luiz A. Sohni Aydos          | 470             | 11e       | 96 punten: (5-12-8-8-10-18-21)  |
| Reinaldo Conrad Peter Ficker                   | flying dutchman | Brons     | 52,1 punten: (8-9-18-6-1-3-3)   |
| Gastão d'Avila Vicente d'Avila Andreas Wengert | soling          | 10e       | 814, punten: (17-9-6-16-4-13-3) |

### Zwemmen
| Olympiër             | Discipline            | Resultaat | Prestatie                                            |
| -------------------- | --------------------- | --------- | ---------------------------------------------------- |
| Paul Jovanneau       | 100m vrije slag (m)   | 31e       | serie 3: 5e in 54,49                                 |
| Djan Madruga         | 400m vrije slag (m)   | 4e        | serie 1: 1e in 3.59,62 (OR) finale: 4e in 3.57,18    |
| Djan Madruga         | 1500m vrije slag (m)  | 4e        | serie 2: 2e in 15.36,95 finale: 4e in 15.19,84       |
| Rômulo Arantes Filho | 100m rugslag (m)      | 11e       | serie 2: 2e in 58,46 halve finale 2: 6e in 58,49     |
| Paul Jovanneau       | 100m rugslag (m)      | 14e       | serie 1: 2e in 59,35 halve finale 1: 7e in 59,59     |
| Rômulo Arantes Filho | 200m rugslag (m)      | 10e       | serie 5: 4e in 2.07,38                               |
| José Sylvio Fiolo    | 100m schoolslag (m)   | 15e       | serie 5: 4e in 1.06,18 halve finale 1: 7e in 1.06,38 |
| Sérgio Ribeiro       | 100m schoolslag (m)   | 16e       | serie 4: 4e in 1.06,07 halve finale 1: 8e in 1.06,69 |
| Sérgio Ribeiro       | 200m schoolslag (m)   | DSQ       | serie 1: gediskwalificeerd                           |
| Rômulo Arantes Filho | 100m vlinder slag (m) | 33e       | serie 1: 5e in 58,80                                 |
|                      |                       |           |                                                      |
| Maria Guimarães      | 400m vrije slag (v)   | 21e       | serie 3: 4e in 4.32,63                               |
| Maria Guimarães      | 800m vrije slag (v)   | DSQ       | serie 2: gediskwalificeerd                           |
| Cristina Teixeira    | 100m schoolslag (v)   | 27e       | serie 4: 6e in 1.17,94                               |
| Cristina Teixeira    | 200m schoolslag (v)   | 31e       | serie 1: 4e in 2.47,69                               |
| Flavia Nadalutti     | 100m vlinderslag (v)  | 28e       | serie 6: 5e in 1.06,29                               |
| Rosemary Ribeiro     | 100m vlinderslag (v)  | 30e       | serie 6: 6e in 1.06,50                               |
| Rosemary Ribeiro     | 200m vlinderslag (v)  | 27e       | serie 1: 6e in 2.23,79                               |

Amerikaanse Maagdeneilanden · Andorra · Antigua en Barbuda · Argentinië · Australië · Bahama's · Barbados · België · Belize · Bermuda · Bolivia · Bondsrepubliek Duitsland · Brazilië · Bulgarije · Canada · Chili · Colombia · Costa Rica · Cuba · Denemarken · Dominicaanse Republiek · Duitse Democratische Republiek · Ecuador · Egypte · Fiji · Filipijnen · Finland · Frankrijk · Griekenland · Groot-Brittannië · Guatemala · Haïti · Honduras · Hongarije · Hongkong · Ierland · IJsland · India · Indonesië · Iran · Israël · Italië · Ivoorkust · Jamaica · Japan · Joegoslavië · Kaaimaneilanden · Kameroen · Koeweit · Libanon · Liechtenstein · Luxemburg · Maleisië · Marokko · Mexico · Monaco · Mongolië · Nederland · Nederlandse Antillen · Nepal · Nicaragua · Nieuw-Zeeland · Noord-Korea · Noorwegen · Oostenrijk · Pakistan · Panama · Papoea-Nieuw-Guinea · Paraguay · Peru · Polen · Portugal · Puerto Rico · Roemenië · San Marino · Saoedi-Arabië · Senegal · Singapore · Sovjet-Unie · Spanje · Suriname · Thailand · Trinidad en Tobago · Tsjecho-Slowakije · Tunesië · Turkije · Uruguay · Venezuela · Verenigde Staten · Zuid-Korea · Zweden · Zwitserland